# Ouellé
Ouellé è una città, sottoprefettura e comune della Costa d'Avorio, situata nel dipartimento di Ouellé. Conta una popolazione di 27 521 abitanti (censimento 2014).